# 內神田
內神田（日语：／ Uchi-kanda */?）是東京都千代田區的地名。現行行政地名為內神田一丁目至三丁目，是住居表示實施區域。2013年7月1日為止的人口為1,260人。郵遞區號101-0047。

## 地理
位於千代田區北部，屬神田地區。北與千代田區神田美土代町、神田司町、神田多町、神田鍛冶町以神田警察通（神田警察通り）為界，東與千代田區鍛冶町以JR中央線路廊為界，東南鄰中央區日本橋本石町，南與千代田區大手町以日本橋川為界，西與神田錦町以本鄉通為界。內神田為商業區，多高層建築。西部的內神田一丁目在本鄉通與外堀通之間，中部的內神田二丁目在外堀通與內神田中央通（内神田中央通り）之間，東部的內神田三丁目在內神田中央通與JR路廊之間。

## 歷史
江戶時代，神田橋附近為卸貨碼頭。江戶築城時，圍繞城池的御堀（現日本橋川）成為運送建材的水路。
神田橋是江戶城外郭門之一，為前往上野寛永寺與日光東照宮的御成道（將軍的參詣路線）。

### 地名由來
「內」有「本來、原本」的意思。神田前身的芝崎村，大約是現在的大手町一丁目、錦町、內神田一帶。

## 交通
町域內東西向道路有出世不動通（出世不動通り）、外堀通、本鄉通、內神田中央通、多町大通（多町大通り），另外還有龍閑橋交差點為起點的神田金物通（神田金物通り）。本鄉通接續日本橋川上的神田橋。外堀通往大手町方向可接日本橋川上的鎌倉橋。（外堀通本身在鎌倉橋前的交差點向東前進。）南端日本橋川上是首都高速都心環狀線，附近有神田橋出入口。
町域內沒有鐵道站，最近的是東側鍛冶町的神田站。此外也可利用南方的大手町站、北方的都營新宿線小川町站和地下鐵丸之內線淡路町站。

## 設施

### 內神田一丁目
- Coop大樓（コープビル）（農林中央金庫、全國森林組合聯合會（日语：全国森林組合連合会）、全國漁業組合聯合會（全国漁業組合連合会）、全國共濟水産業協同組合聯合會（日语：全国共済水産業協同組合連合会））
- 岡村製作所（日语：岡村製作所）
- 東京都產業勞動局神田廳舍
- 千代田區立內神田住宅
- 羽衣興業
- 楠本化成
- 拓和
- 山川出版社（日语：山川出版社）
- 日宣
- Green Stamp（日语：グリーンスタンプ）
- 東京電機大學

### 內神田二丁目
- 東京都千代田合同廳舍
- 千代田區立總合体育館、內神田社會教育館
- 日本經濟新聞社別館
- 神田外語學院（日语：神田外語学院）
- 昭和產業（日语：昭和産業）
- 日本紙通商（日语：日本紙通商）
- 山田化成
- 出世不動尊

### 內神田三丁目
- 地方銀行會館、全國地方銀行協會（日语：全国地方銀行協会）
- PIP-TOKYO（日语：ピップトウキョウ）

## 備註
1. ↑  .   [2013-08-01]. （原始内容存档于2013-10-23）.
2. ↑  .   [2013-08-14]. （原始内容存档于2020-10-20）.